# 안나 프롤리나
안나 알렉세예브나 프롤리나(러시아어: А́нна Алексе́евна Фролина́, 1984년 1월 11일~)는 러시아 출신의 대한민국의 바이애슬론 선수이다. 한국명은 서안나로, "서양에서 온 안나"라는 의미를 담고 있다.
2016년 3월 31일 대한민국 법무부로부터 특별귀화 허가를 받아 대한민국 국적을 얻었고, 에스토니아 발가주 오테패에서 열린 하계 바이애슬론 세계 선수권 대회에 참가해 여자 7.5km 개인 경기에서 은메달을 차지하며 대한민국 바이애슬론 사상 처음으로 세계 선수권 대회 메달을 따냈으며, 대한민국 강원도 평창군에서 열린 2016-17 바이애슬론 월드컵 – 월드컵 7에 예카테리나 아바쿠모바와 함께 참가해 국가랭킹 20위를 달성하고 2018년 동계 올림픽 출전권 4장을 얻었다. 2018년 동계 올림픽 바이애슬론 여자 15km 개인 경기에서 32위를 기록했다.
2018년 3월 19일 노르웨이 오슬로에서 열린 2017-18 바이애슬론 월드컵 – 스테이지 8에 참가해 여자 10km 개인 경기에서 대한민국 여자 선수로는 역사상 가장 높은 순위인 6위에 올랐다.